# Tramlijn 30 (NMVB)/Centre
Tramlijn 30 was een der laatste klassieke NMVB-buurtspoorweg-tramlijnen in België.  
Tramlijn 31 reed dezelfde route, maar reed van Anderlues door naar Charleroi. Tramlijn 34 (Carnieres - Roeulx) reed gedeeltelijk dezelfde route, maar werd in 1959 al opgeheven.

## Historie
In eerste instantie was het een stoomtramlijn. De dienst begon in 1891 tussen Morlanwelz en Houdeng-Aimeries. Vier jaar later volgde verlenging naar Bracquenies. In 1902 volgt elektrificatie. In 1910 werd de lijn verlengd naar Anderlues, en in 1936 de andere kant op, naar Maurage. In 1930 kreeg de lijn nummer 1, en in 1936 werd het lijn 30. In 1940 volgde doortrekking van Anderlues naar Charleroi. In 1952 werd de lijn ingekort tot Bracquenies - Anderlues. In 1986 werd de lijn "tijdelijk" opgeheven wegens ombouw tot moderne tramlijn; die wordt echter afgeblazen, net als bij lijn 80, waar de ombouw zelfs al begonnen was.  Na deze opheffing bleven voorlopig alleen lijn 80 en lijn 90 over, maar ook dat zou niet lang meer duren. 
Bij beginpunt Anderlues Junction kon overgestapt worden op tram 92 naar Charleroi of Thuin, of kort-traject tram 91 naar Thuin.
De reistijd Maurage-Anderlues bedroeg ongeveer 1 uur en 25 minuten, en tot Charleroi 1 uur en 55 minuten.

## Routebeschrijving
Rue de la Station - Rue Paul Janson - kruising met tram 90 - Rue Albert 1er - Place Albert 1er - Place Paul Pastur - Rue Joseph Wauters - Rue Jules Destree - Rue d'Anderlues - vrije baan, nu onverharde weg - kruist verderop Rue d'Anderlues - Rue du Beauregard - Place de Carnieres - Rue Alphonse Vanrôme - vrije baan, nu pad dat N563 kruist - Rue du Polichene - Morlanwelz, Rue Edmond Pery (lijn 34 ging hier zijn eigen route op, en niet door de tunnel) - vrije baan door tunnel onder spoorlijn 112, nu fietspad - Rue du Parc - (vanaf hier samen met tram 80/82/87) - Chaussée de Mariemont - La Louviere, Rue de Mariemont - Rue de l'Industrie - N27 - (tram 80&82 slaan af) - Rue de Belle Vue (tram 34 is er nu weer bij) - N535 - (tram 80&82 rijden weer mee op dezelfde route) - Houdeng, Rue Leon Duray* (tram 34 gaat niet mee) - Place de Georges* - Rue L. Houtart - Place de Aimeries* - langs het kanaal omhoog* (nu grasbaan) naar Rue Semaille* - brug over - Rue Liebin - vóór Rue de Champagne rechtsaf vrije baan door de velden op, nu fietspad (RAVel L418) tot aan Rue de Marais - Rue Joseph Wauters (ter hoogte van huisnummer 135 kwam tram 37 uit een steeg, en die steeg is er nog) - Bracquegnies, Rue Harmegnies - bij driehoekig pleintje (eindpunt tram 31)(en ook 30, maar soms reden 30 of 31 door) links onder treinbaan (spoorlijn 118) door, nu fietspad RAVel L422 - Rue Dr. Coffê - Rue des Canadiens - Place de Strépy - Rue Scoumanne - na kruising met Rue Sainte-Anne links af het veld in - op vrije baan met grote boog naar Rue du Roeulx - Place de Maurage. Eindpunt tram 80, soms ook 30/31. Hiervandaan reed tot 1962 tram 82 nog verder naar Mons. Bus 30 rijdt grotendeels de oude route van tram 30, en bus 82 gedeeltelijk ook, en die rijdt door naar Mons na Maurage. Het eindpunt was niet echt op de Place de Maurage; vlak voor het kanaal boog de lijn rechtsaf en eindigde daar zomaar in een veld na bij hoge spoorbrug van een mijn-spoorlijn. Die brug is er nog, maar trein en tramrails zijn allang verdwenen. Er was een keerdriehoek. Bus 30 rijdt in Anderlues niet meer door de straat waar nu nog steeds trams op enkelspoor rijden.(Rue Paul Janson). *=Hier rijdt nu zelfs geen bus meer. Door deze krappe straten* reden maar liefst vier of vijf tramlijnen op enkelspoor. 
De laatste jaren waren de trams in de weekeinden vrijwel leeg; onder andere het steeds wijzigende lijnnummer en eindpunt was onnavolgbaar en joeg de reizigers weg: tussen Bracquegnies en Maurage reden in principe lijn 30, 31, 80, 82 en 87. Maar niet alle dagen, en als de één door reed dan reed de ander niet door. Dat zorgde voor verwarring. Tram 82 was in 1962 opgeheven. 
In diverse straten was de lijn enkelsporig en reden de trams in één richting links tegen het autoverkeer in. Vooral bij hoeken en bochten werd daarom de tram-claxon veel gebruikt. Waarschuwingslichten waren er meestal niet, maar wel andreaskruisen. In Morlanwelz was een kruising beveiligd met trein-overweg-lichten. Dat kwam op meer NMVB-lijnen voor, zoals lijn 90 en de Kusttram. Ze komen nog steeds voor in Gent, en op één plaats in het Zoniënwoud op MIVB-tramlijn 44. Het vele enkelspoor op lijn 30/31 was wel beveiligd volgens het NMVB-seinstelsel.

## Herinneringen
Op sommige plaatsen is de oude trambaan nog min of meer zichtbaar; of is nu fietspad of onverharde weg; zie de routebeschrijving. Langs de Rue d'Anderlues bij Morlanwelz is er in 2019 op Streetview nog een stukje rails te zien; mogelijk is dat er nog. In Anderlues rijdt de moderne tram naar Charleroi nog steeds door de Rue de la Station en Rue Paul Janson; deels op enkelspoor in het midden van de straat. Het eerste gedeelte van lijn 30 is op die manier eigenlijk toch vernieuwd en nog in gebruik. Te La Louviere is de oude trambaan nu een brede (fiets)strook tussen de Rue de Mutualité en de Rue de Belle Vue. Tramlijn 33, 34 en 35 reden hier ook. Tevens is dit een deel van de voormalige spoorlijn La Louviere - Bascoup. Deze kwam vóór het tram-tijdperk ook bij Villa Mariemont, op dezelfde plek waar de vier tramsporen later naast elkaar lagen en er nu fietspaden zijn. Het treintracé door het bos is nog te volgen, en er is ook nog een voetgangerstunnel. Die is op hetzelfde pad als de tramtunnel van lijn 30/31.  Op YouTube zijn diverse video's te zien van tram 30/31 en 80/82 en anderen.
Deze buurtspoorweglijn kruiste op zijn ongeveer 25 kilometer lange route circa acht gewone spoorlijnen; in de meeste gevallen gelijkvloers. De meerderheid daarvan is nu opgeheven.